# Pleurospermum pilosum
Pleurospermum pilosum är en flockblommig växtart som beskrevs av Charles Baron Clarke och H.Wolff. Pleurospermum pilosum ingår i släktet piplokor, och familjen flockblommiga växter. Inga underarter finns listade i Catalogue of Life.